# Ebony Concerto
L’Ebony concerto per clarinetto e jazz band è una composizione di Igor' Fëdorovič Stravinskij del 1945.

## Storia
L'interesse di Stravinskij per il jazz risale sin dai tempi della fine della prima guerra mondiale. Infatti già in quel periodo è possibile sentire l'influsso jazz in alcuni suoi lavori come: l'Histoire du soldat, Ragtime per 11 strumenti e Piano rag music. Il musicista aveva intenzione di scrivere un brano in forma di Concerto grosso per orchestra jazz dove fosse presente anche un tempo slow. Egli realizzò questa sua aspirazione componendo questo concerto per l'orchestra di Woody Herman che è anche il dedicatario dell'opera; al clarinetto infatti è affidata la parte da solista, che è di grande impegno virtuosistico, in omaggio alle ben note capacità di clarinettista di Woody Herman. Il lavoro fu terminato a Hollywood il primo dicembre 1945 ed eseguito in prima assoluta a New York alla Carnegie Hall il 25 marzo 1946 con la direzione di Walter Hendl.

## Orchestrazione
L'organico del concerto prevede: un clarinetto solista, 5 sassofoni, clarinetto basso, corno francese, 5 trombe, 3 tromboni, pianoforte, arpa, chitarra, contrabbasso, tam-tam, piatti e timpani.
La tromba e l'arpa sono state aggiunte al normale assetto dell'orchestra di Woody Herman. Il compositore aveva anche l'intenzione di aggiungere un oboe nella partitura, ma questa idea venne scartata.

## Analisi
Nei primi lavori di Stravinskij ispirati al jazz ciò che interessava particolarmente al compositore era l'aspetto ritmico. Nell’Ebony concerto il musicista sembra ormai aver assimilato completamente questo aspetto, sfrondandolo da ogni intento esagitato; il ritmo qui è rivisitato ovviamente alla "sua" maniera. Come scrive Roman Vlad: "Non è che Strawinsky si adatti al jazz, ma egli l'adotta e lo fa suo. Lo reinventa, senza forzarne i limiti.". D'altra parte qualunque cosa scriva o riscriva, Stravinskij è sempre riconoscibile. Il Concerto è costituito da tre movimenti; l'Allegro moderato iniziale è stato oggetto di una piccola controversia con i musicisti dell'orchestra jazz che non erano capaci di leggere le semicrome, per cui il compositore fu costretto a riscrivere la parte in crome per agevolarli.
L'Andante centrale corrisponde al tempo slow voluto dal musicista ed è un tempo lento, quasi un lamento stile blues. Il terzo movimento, Moderato, presenta un tema con variazioni e coda; la variazione finale, segnata in partitura con Vivo, propone un assolo di clarinetto di notevole virtuosismo.